# Шуази, Франсуа Тимолеон
Франсуа-Тимолеон де Шуази (фр. François-Timoléon de Choisy; 16 августа 1644, Париж — 2 октября 1724, Париж) — французский писатель, священнослужитель, известный трансвестит; возможно, транс-человек. Член Французской академии с 1687 года.

## Биография
По материнской линии — потомок известного политика XVI века Мишеля де л’Опиталя. Прадед по отцовской линии, Жан де Шуази, являлся поставщиком вина ко двору Генриха II. В детстве вращался в окружении брата короля — Филиппа Орлеанского. Мать пользовалась большим доверием у Людовика XIV и нравилась Мазарини. Она воспитывала сына в феминизированном духе: проколола ему уши, с шести лет заставляла носить тесные корсеты с целью поднятия груди; лицо мальчику натирали специальным составом против ращения волос (борода не росла у него до 24 лет). По настоянию матери в 1663 году Франсуа-Тимолеон стал настоятелем монастыря Сен-Сен близ Дижона. Изучал философию и богословие в Сорбонне. С 1669 (после кончины матери) по 1683 год вёл беспорядочную галантную жизнь, меняя имидж; иногда он одевался смешанным образом, сочетая мужской костюм с подвесками.
Важную роль в усиленной «феминизации» аббата сыграла встреча с госпожой де Лафайет. Вот что по этому поводу писал сам Шуази в повести «Графиня де Барр»:
«Однажды мадам де Лафайет, с коей встречался я довольно часто, увидев на мне крупные серьги и мушки на лице, на правах доброй подруги сказала, что такие украшения не предназначены для мужчин, а потому с ними мне лучше надевать женское платье. Прислушавшись к авторитетному мнению, я подстриг волосы, чтобы удобнее было делать прическу».
.
После одного скандала уезжает в Бурж, приобретает замок Крепон и предстает перед окружающими в образе графини де Барр. В тихой провинции множатся увлеченья Шуази хорошенькими девицами. В 1671 году, проигравшись дотла (карточная игра — ещё одно увлечение Шуази), он оказывается в тяжелейшей финансовой ситуации и был вынужден отказаться от аббатства. Тем не менее в 1676 года Шуази вместе с кардиналом Бульонским и кардиналом де Рецем едут на конклав в Рим по случаю выборов нового папы (им стал Иннокентий XI). Затем следы Шуази надолго теряются.
3 августа 1683 года в Париже, на Королевской площади Шуази внезапно настигает кара Господня: аббата сражает тяжелейший недуг, некоторое время он находился при смерти, но всё же выздоровел. В 1685—1686 годах Шуази благодаря протекции кардинала Бульонского находился в Сиаме в составе дипломатической миссии (главная цель которой — обращение туземцев в христианство — осталась невыполненной). Именно в Сиаме 10 декабря 1685 года Шуази был рукоположен в священники. 25 августа 1687 года Шуази был единодушно избран членом Французской Академии (где в ту пору состояли такие знаменитости, как Боссюэ, Расин, Буало и Лафонтен), но и после этого не отказался от переодеваний: почтенных академических мужей он принимал в обличье пожилой дамы.

## Сочинения
Аббат Шуази является автором ряда филологических, философских и исторических сочинений. В их числе — «Четыре диалога» («О бессмертии души», «О существовании Бога», «О Провидении», «О религии»), изданные в 1684 году; «Христианские мысли на различные благочестивые темы» (1688), новый перевод «Подражания Иисусу Христу» (1692). Самый монументальный труд Шуази — одиннадцатитомная компиляция «История Церкви» (1703—1723). Ценный документальный материал содержится в «Мемуарах из истории правления Людовика XIV» (опубл. 1727).
Написанный по горячим следам «Дневник путешествия в Сиам» (1687) содержит полезные сведения по общественной жизни, придворному церемониалу, быту, нравам и верованиям сиамцев. Повествование отличается обилием подробностей и определенной симпатией к туземцам. Столица Сиама Аюттхая, по мнению Шуази, превосходит по величине Париж.
Кроме того, аббату приписывалась книга «Князь Ковшимен, татарская (тартарская) история», опубликованная в 1710 году и представляющая собой рассказ о молодых годах Александра Меншикова. Публикаторы современного русского перевода этой книги склоняются к той точке зрения, согласно которой её истинный автор — служивший в России инженер Ламбер де Герэн. Однако, по мнению Н. А. и Н. П. Копаневых, не исключено, что через семью Д’Аржансонов, с которой аббат находился в родственных связях и которая придерживалась антироссийской позиции, «мог поступить к Шуази заказ на написание повести, главными персонажами которой был Пётр I, представленный в образе варварского диктатора, а также его подданный Кушимен-Меншиков, безродный продавец пирогов, достигший самого высокого положения, путём верного служения, терпения и удачной женитьбы». При этом Шуази мог пользоваться поступившими от знакомого ему де Герэна сведениями. Не все исследователи усматривают в «Князе Ковшимене» антироссийский сентимент: так, Элен Каррер д’Анкосс полагает, что в романе позитивно изображены меритократические реформы Петра I и выражена надежда на большое будущее страны, оказавшейся к ним способной. По мнению Каррер д’Анкосс, аббат Шуази (версии об авторстве которого она не считает нужным подвергать сомнению) предвосхищает русофильские позиции Фонтенеля и Вольтера, известных своими апологетическими сочинениями о Петре I.
В России была переведена повесть Шуази «Новая Астрея» (1712), представляющая собой значительно сокращенную и «облагороженную» переработку знаменитого романа Оноре д’Юрфе; авторство «Новой Астреи» ошибочно приписали швейцарскому поэту Саломону Геснеру. По мнению Т. Кожановой, эту книгу следует считать вполне «самостоятельным произведением эпохи рококо на сюжет „Астреи“». Пикантные подробности личной жизни аббата содержатся в двух автобиографических повестях — «История графини де Барр» (впервые опубликована в 1735 году) и «История госпожи де Санси» (впервые опубликована лишь в 1839 году). По духу эти произведения перекликаются с ещё одной повестью Шуази, многократно перерабатывавшейся «Историей маркизы/маркиза де Банвиля» (1695—1723).